# Polycyrtus melanocephalus
Polycyrtus melanocephalus är en stekelart som beskrevs av Cameron 1911. Polycyrtus melanocephalus ingår i släktet Polycyrtus och familjen brokparasitsteklar. Inga underarter finns listade i Catalogue of Life.